# Portrait du cardinal Alexandre Farnèse
Le Portrait du cardinal Alexandre Farnèse est une peinture à l'huile sur toile (97 × 73 cm) réalisée vers 1545-1546 par Titien et conservée au musée de Capodimonte à Naples,,.

## Histoire
Il n'existe pas d'informations précises sur la commande du portrait, on sait avec certitude que le cardinal Alexandre Farnèse, grand mécène, est le principal interlocuteur de la famille Farnèse auprès de Titien, avec qui les relations sont fluctuantes. Titien le fréquente et sait cerner ses angoisses et ses penchants. Le cardinal lui demande d'abord le portrait de Ranuccio, son frère cadet, puis celui de son grand-père Paul III , et enfin les Danaé pour son cabinet.
Titien est appelé à Rome à la suite de la cour papale et dans ce contexte reçoit la commande du portrait d'Alexandre le Jeune (1520-1589), nommé cardinal de Sancti Angeli in Foro Piscium en 1534, à l'âge de quatorze ans, par le pape Paul III. Il y exécute probablement le portrait entre octobre 1545 et juin 1946, en même temps le Portrait de Paul III avec ses petits-fils, où Alexandre apparait dans une pose similaire mais inversée,.
Dans les inventaires de 1641 et 1644, le tableau est enregistré au palais Farnèse à Rome ; ensuite, à partir de 1662, la toile ainsi que celles les plus prestigieuses de la collection de la résidence romaine, et donc aussi toutes celles peintes par Titien pour la famille, sont envoyées au duché de Parme et Plaisance. Dans les inventaires émiliens, le tableau est mentionné comme « portrait sur toile du cardinal Saint-Ange, tête, buste et mains », œuvre du Titien, catalogué sous le numéro 66. La toile suit ensuite la voie de toutes les autres œuvres du Titien pour la maison Farnèse, rejoignant d'abord le palais du Jardin de Parme (1680), puis est sélectionnée parmi les œuvres « méritant » d'être transférées dans la nouvelle galerie du Palazzo della Pilotta dans la même ville.

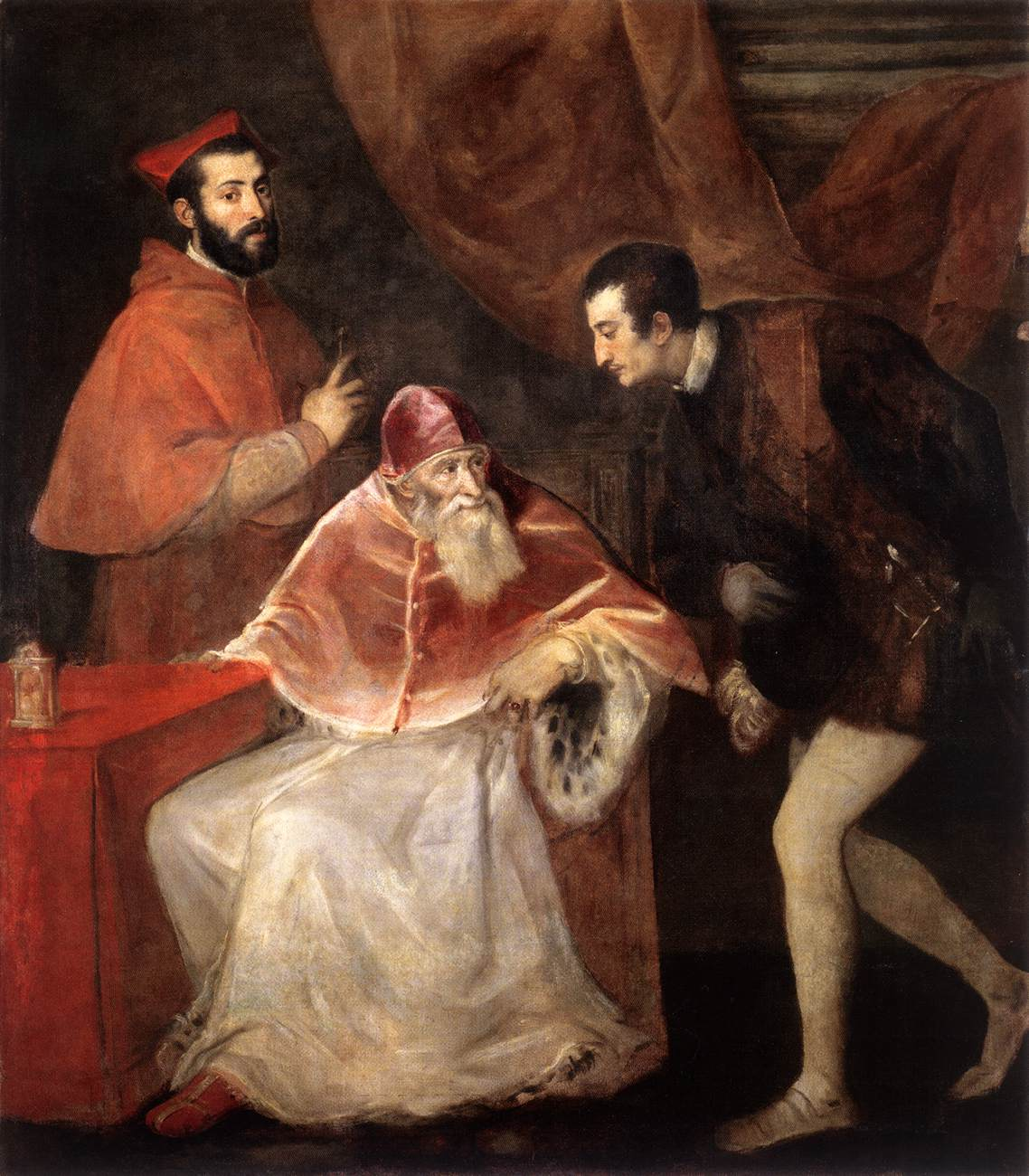
Titien, Portrait de Paul III avec ses petits-fils, 1545-1546, musée de Capodimonte, Naples.

En 1734, le portrait fait partie de la collection Farnèse, dont hérite Élisabeth Farnèse, la dernière descendante de la famille, puis son fils Charles III roi d'Espagne, et est transféré avec une grande partie de la collection émilienne à Naples. À partir de ce moment, d'un point de vue historique, la toile connait un destin différent des autres chefs-d'œuvre de Titien, comme le Portrait de Paul III, ou la Danaé, ou le Portrait de Paul III avec ses petits-fils, également arrivés à Naples.
Le portrait unique d'Alexandre le Jeune est en effet volé en 1799 par les troupes françaises, qui au même moment déclenchent des mouvements révolutionnaires dans la ville de Naples, établissant cette année-là la République parthénopéenne, de sorte que l'émissaire qui opère pour le compte de Ferdinand Ier (roi des Deux-Siciles), Domenico Venuti, chargé de retrouver les œuvres d'art volées dans la ville, ou en tout cas d'enrichir ce qui est la collection Bourbon, retrouve le portrait à Rome l'année suivante, le ramenant donc à Naples à la demande du roi, mais cette fois-ci, non plus à Capodimonte, mais dans le palais de Francavilla. Le tableau ne figure donc pas parmi ceux placés en sécurité à Palerme par Ferdinand Ier durant le royaume de Naples , mais demeure dans la ville. Il est ensuite enregistré au palais royal de Naples jusqu'en 1831, année où il est transféré au nouveau musée royal des Bourbons qui est installé dans le Palazzo dei Regi Studi (l'actuel musée archéologique national de Naples), où est mentionné sans équivoque un « portrait du cardinal Santangelo avec des gants - en main, par Tiziano Vecellio ».
À la fin du XIXe siècle, certains critiques mettent en doute l'authenticité de la toile, également en raison du mauvais état de conservation dans lequel elle se trouve ; des travaux de restauration réalisés dans les années 1990, ont restitué la matière chromatique d'origine et la qualité picturale (y compris la tenture verte et la lueur à gauche de la scène), en pleine harmonie avec la (quoique courte) période romaine du Titien, confirmant son attribution au maître vénitien.
Une copie attribuée à l'entourage du Titien, qui suivit également le parcours de l'original du musée de Capodimonte, donc déjà dans le palais romain des Farnèse, inv. no 33, puis au palais du Jardin de Parme, inv. no 228, puis au palais de Pilotta, inv. no 290, et enfin à Naples, se trouve aujourd'hui au palais de Caserte.

## Description
Le cardinal, âgé de vingt-six ans, est représenté à mi-buste en tenue de cardinal tenant ses gants dans la main droite et une tenture verte en arrière-plan. Le regard est vif et pénétrant, les manières apparaissent élégantes, tant dans les vêtements que dans la posture, qui s'expriment dans le détail des gants tenus à la main, accessoire anormal dans un portrait d'homme d'église, plus habituel dans les portraits contemporains d'hommes et de nobles.
Au dos de la toile se trouve le sceau de cire grise avec le lys Farnèse, le numéro d'inventaire original 66 et l'inscription « CSANGLO », en référence au titre cardinal d' Alexandre.

## Analyse
Dans ce portrait, Titien fait apparaître toutes les contradictions de la personnalité du cardinal, grâce notamment au choix de sa palette : le rouge, qui domine dans la soutane est opposé au vert vif complémentaire de la tenture, lui-même éclairé par des touches de jaune qui contrastent avec le bleu du col.
Le choix de représenter le cardinal serrant un gant dans sa main, comme il convenait, notamment au début de la Contre-Réforme, à des gentilhommes plutôt qu'à des clercs, souligne le mécontentement avec lequel Alexandre a renoncé à la vie laïque.

## Exposition
Cette peinture est exposée dans le cadre de l'exposition Naples à Paris. Le Louvre invite le musée de Capodimonte au musée du Louvre du 7 juin 2023 au 8 janvier 2024.